# Залютинська
Залю́тинська — ботанічна пам'ятка природи місцевого значення в Україні. Об'єкт природно-заповідного фонду Харківської області. 
Розташована в місті Харків, в Холодногірському районі, на південь від місцевості Залютине, між вулицями Залютинською та Полтавський Шлях. 
Площа 3,0 га. Статус надано згідно з рішенням обласної ради від 23 лютого 1999 року. Перебуває у віданні АТЗТ «ЗЕМВ-1». 
Територія ботанічної пам'ятки являє собою фрагмент заплави річки Уди з лучною та водно-болотною рослинністю — місце зростання рідкісних видів рослин, занесених до Червоної книги України, таких як: зозулинець болотний, зозулинець блощичний, коручка болотна, пальчатокорінник м'ясочервоний, пальчатокорінник травневий та пальчатокорінник Фукса.